# Jan Tříska
Jan Tříska (4. listopadu 1936 Praha – 25. září 2017 Praha) byl český herec, který v roce 1977 emigroval do USA, kde také hrál. Jeho manželkou byla Karla Chadimová.

## Život
V letech 1955–1959 vystudoval herectví na pražské DAMU, poté se stal v roce 1959 v té době nejmladším členem činohry Národního divadla v Praze. Na scéně Národního divadla se však objevoval již v době studií v sezóně 1956–1957, kdy alternoval v roli Prvního asistenta v Čapkově Bílé nemoci v režii Františka Salzera a rovněž jako Druhý rekrut v Maryše (režie Zdeněk Štěpánek) a jako Páže ve Svaté Janě (režie Jaromír Pleskot). 
V roce 1962 strávil půl roku v Krnově, kde absolvoval vojenskou službu u 52. tankového pluku. V té době mu bylo 25 let, ale už byl znám z řady filmových rolí. Podle pamětníků, kteří jej potkávali na ulici, na koupališti, v obchodě nebo v kině, mimo jiné chodíval na zkoušky např. mládežnického divadelního souboru Scéna mladých, kde se objevil na zkoušce hry Estráda z kalamáře. Tato hra měla později 3. října 1962 premiéru v tehdejším Divadle Julia Fučíka. Během svého pobytu v Krnově hovořil v rozhlase po drátě, ale nebylo to jediné jeho veřejné vystoupení. V Národním kině uvedl premiéru filmu Dva z onoho světa, ve kterém ztvárnil hlavní roli společně s Oldřichem Novým. V rozhovoru pro Hospodářské noviny v lednu 2005 například uvedl, že v krnovském kině Mír byl na prvním filmu Věry Chytilové Strop a moc se mu líbil. Také tehdejší vedoucí krnovského kina Mír Miroslav Soldát dlouho vzpomínal na skupinu sympatických vojáků v čele s Janem Třískou, která chodila do kina častěji než do hospody.
V roce 1966 odešel do Krejčova Divadla za branou, po jeho zániku hostoval v roce 1973 na Kladně a v letech 1974–1977 hrál v Městských divadlech pražských. Hrál v mnoha divadelních a filmových rolích, např. Radúz a Mahulena (1970), Třicet případů majora Zemana. V registru StB je Tříska uveden jako agent, krycí jméno „Toman“, evidenční číslo 5 680. Sám k tomu uváděl, že agentem nikdy nebyl a že se ho StB snažila získat ke spolupráci neúspěšně.
V roce 1977 podepsal podle režimního tisku tzv. Antichartu, ale současně prý pomáhal Chartu 77 šířit. Později téhož roku emigroval do Kanady, později do Spojených států. Uplatnění jako herec tam našel až po delší době. Ztvárnil například střelce ve filmu Lid versus Larry Flynt, objevil se v epizodách seriálů Highlander a Highlander: The Raven, ve filmech Osterman's Weekend, Ronin, 2010: Druhá vesmírná odysea a dalších. Po sametové revoluci se na čas vrátil do Československa, aby pokračoval ve své herecké dráze.
Známá je jeho role učitele Igora Hnízda ve filmu Jana Svěráka Obecná škola (1991; nominace na Oscara), dále hrál např. ve filmech Želary (2003; opět nominace na Oscara), Horem pádem (2004). Ve hře Král Lear na Letních shakespearovských slavnostech byl v roce 2002 jeho výkon v hlavní roli oceněn Cenou Alfréda Radoka. Za postavu Markýze ve Švankmajerově filmu Šílení získal slovenskou filmovou cenu Slnko v sieti za rok 2006. Jeho jednou z dalších filmových rolí byl kat ve filmové adaptaci Máchovy básně Máj z roku 2008. Zahrál si také dědečka ve Svěrákově filmu Po strništi bos. Na 24. ročníku Mezinárodního filmového festivalu Praha – Febiofest převzal 23. března 2017 ocenění Kristián za přínos světové kinematografii.
Občas v létě navštěvoval Česko, ale trvale žil v Los Angeles s manželkou, českou herečkou Karlou Chadimovou, s níž měl dvě dcery. Byl vegetariánem. Věnoval se běhání, plavání či tricepsovým klikům na bradlech (tzv. klencákům).
Uplatnil se též v dabingu, kde od roku 1965 až do své emigrace v roce 1977 namlouval Jean-Paula Belmonda například ve filmech Velký šéf, Cartouche nebo Muž z Acapulca.

### Smrt
Dne 23. září 2017 se vážně zranil při pádu z Karlova mostu. Stalo se to dva dny před plánovaným začátkem natáčení filmu Jiřího Mádla Na střeše, ve kterém měl hrát hlavní roli. Na následky nehody zemřel po dvou dnech (25. září 2017) v Ústřední vojenské nemocnici v Praze.

## Divadelní role, výběr
- 1956–1957 Karel Čapek: Bílá nemoc, první asistent, Národní divadlo, režie František Salzer[23]
- 1956–1957 Maryša, druhý muž, Národní divadlo, režie Zdeněk Štěpánek
- 1957 G. B. Shaw: Svatá Jana, Páže Dunoisovo, Tylovo divadlo, režie Jaromír Pleskot
- 1959 František Hrubín: Srpnová neděle, Jirka, Tylovo divadlo, režie Otomar Krejča
- 1959 Molière: Don Juan, Pořízek, Tylovo divadlo, režie Jaromír Pleskot
- 1961 William Shakespeare: Král Lear, Edmund, Smetanovo divadlo, režie František Salzer
- 1963 William Shakespeare: Romeo a Julie, Romeo, Národní divadlo, režie Otomar Krejča
- 1964 Josef Topol: Konec masopustu, Rafael, Tylovo divadlo, režie Otomar Krejča
- 1965 I. S. Turgeněv: Měsíc na vsi, Alexej N. Beljajev, Tylovo divadlo, režie Rudolf Hrušínský
- 1965 Josef Topol: Kočka na kolejích, Véna, Divadlo za branou, režie Otomar Krejča
- 1966 Alfred de Musset: Lorenzaccio (1834), titul. role, Divadlo za branou, režie Otomar Krejča
- 1966 A. P. Čechov: Tři sestry, Tuzenbach, Divadlo za branou, režie Otomar Krejča
- 1971 Sofoklés: Oidipus, titul. role, Divadlo za branou, režie Otomar Krejča
- 1973 J. W. Goethe: Faust, titul.role (j. h.), Divadlo Jaroslava Průchy, režie Václav Špidla
- 1975 Grigorij Gorin: Zapomeňte na Hérostrata!, Divadlo ABC, Městská divadla pražská, překlad Růžena Pochová, režie Ladislav Vymětal, výprava Jan Dušek, premiéra 26. listopadu 1975. Hráli: Náš současník (Jiří Pick), Tissafernés, vladař Efesu (Václav Voska), Klementina, jeho žena (Marie Málková), Kleón, archón basileus (Jan Tříska), Hérostratos (Václav Postránecký ), Chryssipes, lichvář (Miroslav Homola), Erita, kněžka v chrámu bohyně Artemis (Jarmila Smejkalová), žalářník (Jiří Bruder), kameník (Roman Hemala), Hrnčíř Vladimír Salač (herec) a lazebník (Mirko Musil)[24]

- The Children of Herakles, Iolaus, American National Theater
- The Seagull, American National Theater
- Idiot's Delight, American National Theater
- Mistr a Markétka, New York's Public Theater
- Zastrozzi, New York's Public Theater
- The Hairy Ape, La Jolla Playhouse
- Arms and the Man, La Jolla Playhouse
- Cosmonaut's Last Message, La Jolla Playhouse
- Višňový sad: Bouře, Gulthrie Theater
- Largo Desolato, Yale Repertory Theatre, Cena Critics Circle za mimořádný mužský výkon v Connecticutu, USA
- The Third Army, Long Wharf Theatre
- Arsenic and Old Lace, Long Whartf Theatre
- 2002, 2003 William Shakespeare: Král Lear, titulní role, Letní shakespearovské slavnosti, režie Martin Huba
- 2012 Yasmina Reza: Kumšt, Mark, Divadlo Jana Hrušínského

## Filmografie
- 1956 – Váhavý střelec
- 1959 – Kruh
- 1959 – Pět z milionu
- 1959 – První parta
- 1960 – Pochodně
- 1960 – Policejní hodina
- 1960 – Srpnová neděle
- 1960 – Všude žijí lidé
- 1960 – U nás v Mechově
- 1960 – Ještě včera to znamenalo smrt
- 1960 – Taxi, prosím
- 1961 – Kde alibi nestačí
- 1961 – Kohout plaší smrt
- 1962 – Dva z onoho světa
- 1962 – Tarzanova smrt
- 1963 – Dům v Kaprové ulici
- 1964 – Hvězda zvaná Pelyněk – role: střelec Lojzík Hlas
- 1964 – Komedie s Klikou
- 1965 – Pět miliónů svědků
- 1966 – Hra bez pravidel
- 1966 – Lidé z maringotek
- 1966 – Klapzubova jedenáctka
- 1966 – Martin a červené sklíčko
- 1967 – Čtyři v kruhu
- 1968 – Raport

- 1970 – Lucie a zázraky
- 1970 – Radúz a Mahulena – hlavní role: Radúz
- 1971 – Dosť dobrí chlapi

- 1972 – Slečna Golem
- 1972 – Dva bratři

- 1973 – Tichý svědek
- 1975 – Tetované časom
- 1975 – Život na úteku
- 1976 – Na samotě u lesa
- 1976 – 10% nádeje
- 1976 – Do posledného dychu
- 1977 – Talíře nad Velkým Malíkovem
- 1981 – Ragtime
- 1983 – Vražedný víkend
- 1984 – 2010: Druhá vesmírná odysea
- 1988 – Černý orel
- 1991 – Obecná škola
- 1993 – Semtex Blues
- 1994 – Řád
- 1996 – Věznice Andersonville
- 1996 – Lid versus Larry Flynt
- 1998 – Ronin
- 1998 – Nadaný žák
- 2000 – Ďábel přichází
- 2002 – Rok ďábla
- 2002 – Bůh ví
- 2002 – Trosečníci
- 2003 – Želary
- 2003 – Jedna ruka netleská
- 2004 – Horem pádem
- 2005 – Šílení
- 2008 – Máj
- 2010 – Odcházení
- 2011 – Hranaři
- 2012 – Bastardi 3
- 2017 – Po strništi bos

## Televize
- 1963 Etuda pro kontrabas (TV komedie)
- 1965 Z Adamova deníku (TV dramatizace knihy Marka Twaina) – role: Adam
- 1968 Klapzubova jedenáctka (TV seriál) – Epizoda 11: Tam za mořem – role: Vinnetou
- 1968 Dreyfusova aféra – role: Alfred Dreyfus
- 1969 Záhada hlavolamu (seriál) – role: Široko
- 1969 Popelka (film) – role: vandrák
- 1969 Hádavá pohádka (pohádka) – role: pasáček Ondra
- 1970 F. L. Věk (TV seriál) – role: Šebestián Hněvkovský
- 1971 Růže a prsten (TV pohádka) – role: princ Vavřín
- 1972 Don Juan (adaptace tragikomedie Molièra) – hlavní role: Don Juan
- 1972 Zbojník Ondráš (TV film) – role: zbojník Juráš Fuciman
- 1972 Pohár za první poločas (TV film) – role: fotbalista Petr Hendrych
- 1972–1973 Ctná paní Lucie (TV seriál) – role: Věslav Čížovský
- 1973 Sen noci svatojánské (TV adaptace)
- 1973 Zlatovláska (TV film) – role: jeden z rybářů
- 1974 30 případů majora Zemana (TV seriál)
- 1997 Podivné přátelství herce Jesenia (TV inscenace) – hlavní role: Jan Veselý

## Rozhlas
- 1967 Peter Karvašː Sedm svědků. Roleː pátý svědek, režieː Jiří Horčička